# Слава (підводний човен)
| 84 «Слава»                                      | 84 «Слава»                                                                                          | 84 «Слава»                                                                                          |
| ----------------------------------------------- | --------------------------------------------------------------------------------------------------- | --------------------------------------------------------------------------------------------------- |
|                                                 | | |
|                                                 | | |
| Підводний човен «Слава» ВМС Болгарії (2009 рік) | | |
| Під прапором                                    | Файл:Naval Ensign of the Soviet Union (1959-1991).svg СРСР (1959—1985) · Болгарія (1985-01.11.2011) | Файл:Naval Ensign of the Soviet Union (1959-1991).svg СРСР (1959—1985) · Болгарія (1985-01.11.2011) |
| Порт приписки                                   | Варна, Болгарія                                                                                     | Варна, Болгарія                                                                                     |
| Спуск на воду                                   | 30 листопада 1959 р.                                                                                | 30 листопада 1959 р.                                                                                |
| Виведений зі складу флоту                       | 01.11.2011                                                                                          | 01.11.2011                                                                                          |
| Сучасний статус                                 | Виключено зі складу                                                                                 | Виключено зі складу                                                                                 |
| Проєкт                                          | | |
| Тип ПЧ                                          | Середній підводний човен                                                                            | Середній підводний човен                                                                            |
| Класифікація НАТО                               | Romeo                                                                                               | Romeo                                                                                               |
| Основні характеристики                          | | |
| Швидкість (надводна)                            | 15,3 вузлів                                                                                         | 15,3 вузлів                                                                                         |
| Швидкість (підводна)                            | 13,2 вузлів                                                                                         | 13,2 вузлів                                                                                         |
| Робоча глибина занурення                        | 270 м                                                                                               | 270 м                                                                                               |
| Гранична глибина занурення                      | 300 м                                                                                               | 300 м                                                                                               |
| Автономність плавання                           | 60 діб                                                                                              | 60 діб                                                                                              |
| Екіпаж                                          | 52 особи (в тому числі 9 офіцерів)                                                                  | 52 особи (в тому числі 9 офіцерів)                                                                  |
| Розміри                                         | | |
| Довжина найбільша (по КВЛ)                      | 76,7 м                                                                                              | 76,7 м                                                                                              |
| Ширина корпусу найб.                            | 6,7 м                                                                                               | 6,7 м                                                                                               |
| Середня осадка (по КВЛ)                         | 5 м                                                                                                 | 5 м                                                                                                 |
| Водотоннажність надводна                        | 1328 т (1478 т з посиленим запасом палива)                                                          | 1328 т (1478 т з посиленим запасом палива)                                                          |
| Озброєння                                       | | |
| Торпедно- мінне озброєння                       | 6 носових і 2 кормових ТА калібру 533 мм (14 торпед або 28 мін)                                     | 6 носових і 2 кормових ТА калібру 533 мм (14 торпед або 28 мін)                                     |
| Зображення на Вікісховищі                       | | |

Слава — болгарський дизельно-електричний підводний човен, що стояв на озброєнні Військово-морських сил Болгарії. Проєкт радянських середніх дизель-електричних підводних човнів. Продовження проєкту 613. Romeo class за класифікацією НАТО.

## Історія
Виготовлений у Радянському Союзі за проєктом «633» або по класифікації НАТО «Romeo» у 1959 році. Мала назву «Ленінський комсомол» до 1991 року, коли його перейменували. У 1985 році передано до складу Військово-морських сил Болгарії. 28 грудня 1985 року було передано Військово-морським силам Болгарії і увійшла до складу болгарського 8-го окремого дивізіону підводних човнів як «Слава» (бортовий номер 84) з базуванням на Варну. Його першим командиром під болгарським прапором був капітан лейтенант Дарін Матеєв.
У 1998 році «Слава» як найновіша з тих що залишилися в строю підводних човнів була модернізована. Замість радянських акумуляторних батарей «46СУ» на неї були встановлені нові батареї «VARTA», що дозволило продовжити термін її служби.
У липні 2010 року міністр оборони країни Аню Анґелов оголосив про намір виключити підводний човен зі складу флоту.
На офіційній церемонії 1 листопада 2011 року підводний човен був вилучений зі складу флоту і передений муніципалітету Варни, після чого планувалося перетворити його в музей.
18 серпня 2020 року відбулась офіційна церемонія відкриття нового музею підводного плавання у місті Белослав, центром якого став підводний човен.